# Lasse Berghagen

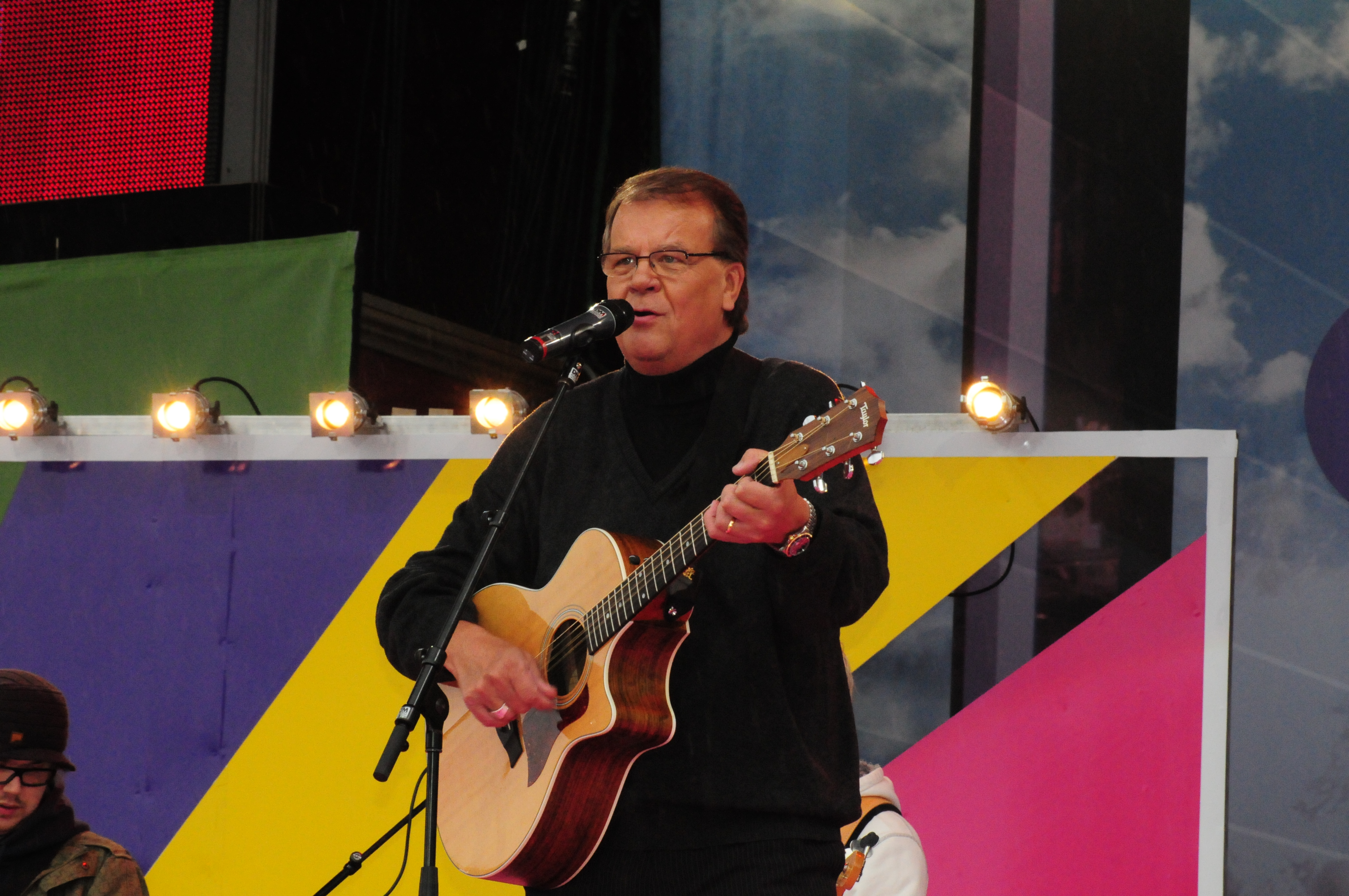
Lasse Berghagen (2009)

Lars Nils „Lasse“ Berghagen (* 13. Mai 1945 in Enskede in Stockholm; † 19. Oktober 2023 in St. Johannes, Stockholm) war ein schwedischer Sänger, Komponist und Texter.

## Leben und Wirken
Lasse Berghagen war bereits 1965 in Schweden erfolgreich und hatte eine eigene TV-Show. In Deutschland wurde er zunächst durch seine Zusammenarbeit mit Wencke Myhre bekannt, bevor er auch als Einzelinterpret zu Erfolg kam.
Sein größter Hit, der auch heute gelegentlich in den Programmen deutscher Radiosender gespielt wird, ist Es war einmal eine Gitarre, den Werner Twardy für ihn komponiert und arrangiert hat. Damit war er 1975 23 Wochen in den deutschen Verkaufscharts vertreten. Die höchste Position, die dieser Song hier erreichte, war Platz 9. Hinzu kam ein Auftritt als Neuvorstellung in der 71. Ausgabe der ZDF-Hitparade vom 14. Juni 1975. Im selben Jahr konnte er noch seinen Song Caballero in der deutschen Verkaufshitparade auf Rang 45 platzieren. Die Songs Santa Barbara und Zigeunerbraut (Der schwarze Nicolo) sind u. a. 1976 als weitere deutschsprachige Singles erschienen. Die letzte deutsche Single-Veröffentlichung von Lars Berghagen erfolgte 1977 mit dem Song Im weichen Moos.
Nachdem er 1973 und 1974 bereits am Melodifestivalen, der schwedischen Vorentscheidung zum Eurovision Song Contest teilgenommen hatte, gewann er sie 1975 und wurde bei der Endausscheidung in Stockholm mit Jennie, Jennie Achter.
Berghagen moderierte die Show Allsång på Skansen (Singalong in Skansen) von 1994 bis 2003.
Im Oktober 2023 starb Berghagen im Alter von 78 Jahren.

## Privates
Berghagen war von 1965 bis 1968 mit Lill-Babs verheiratet und hatte mit ihr eine Tochter.

## Diskografie

### Alben (Auswahl)
| Jahr | Titel                         | Höchstplatzierung, Gesamtwochen, AuszeichnungChartsChartplatzierungen (Jahr, Titel, Platzierungen, Wochen, Auszeichnungen, Anmerkungen) | Anmerkungen                   |
| Jahr | Titel                         | SE | Anmerkungen                   |
| ---- | ----------------------------- | --- | ----------------------------- |
| 1980 | Till sommaren och dig         | SE13 (13 Wo.)SE | Charteinstieg in SE erst 1999 |
| 1995 | Sträck ut din hand            | SE25 (1 Wo.)SE |                               |
| 1997 | Inte bara drömmar             | SE34 (2 Wo.)SE |                               |
| 2001 | Som en blänkande silvertråd   | SE9 (14 Wo.)SE |                               |
| 2002 | Stockholm, mina drömmars stad | SE27 (9 Wo.)SE |                               |
| 2004 | Jul i vårt hus                | SE4 Gold · (6 Wo.)SE |                               |
| 2011 | Bara lite längtan             | SE14 (6 Wo.)SE |                               |

### Singles
| Jahr | Titel Album                  | Höchstplatzierung, Gesamtwochen, AuszeichnungChartplatzierungen (Jahr, Titel, Album, Platzierungen, Wochen, Auszeichnungen, Anmerkungen) | Höchstplatzierung, Gesamtwochen, AuszeichnungChartplatzierungen (Jahr, Titel, Album, Platzierungen, Wochen, Auszeichnungen, Anmerkungen) | Anmerkungen                                                                                 |
| Jahr | Titel Album                  | DE | SE | Anmerkungen                                                                                 |
| ---- | ---------------------------- | --- | --- | ------------------------------------------------------------------------------------------- |
| 1975 | Es war einmal eine Gitarre – | DE9 (23 Wo.)DE | — | Erstveröffentlichung: Februar 1975                                                          |
| 1975 | Caballero –                  | DE45 (2 Wo.)DE | — | Erstveröffentlichung: August 1975                                                           |
| 1975 | En kväll i juni –            | — | SE62 (4 Wo.)SE | Erstveröffentlichung: 1975 bereits 1971 ein Top-10-Hit für Tre Profiler in den Svensktoppen |

Weitere Singles
- 1968: Gunga-Gunga
- 1969: Teddybjörnen Fredriksson
- 1969: Blad faller tyst som tårar
- 1970: En enkel sång om frihet
- 1973: Ding Dong
- 1973: Liebling, ich brauch deine Liebe
- 1974: Min kärlekssång till dig
- 1974: Ich glaube an Wunder
- 1975: Jennie, Jennie
- 1976: Zigeunerbraut
- 1976: Santa Barbara
- 1966: Damals vor deiner Zeit
- 1977: Im weichen Moos
- 1977: Ditt liv
- 1980: Vad gör än ett år
- 1992: Stockholm i mitt hjärta
- 1994: Sträck ut din hand